# Conjecture de Cramér
Pour les articles homonymes, voir Cramer.
En mathématiques, la conjecture de Cramér, formulée par le mathématicien suédois Harald Cramér en 1936, pronostique l'asymptotique suivante pour l'écart entre nombres premiers :
{\displaystyle g_{n}=p_{n+1}-p_{n}=O((\ln p_{n})^{2}),}
où gn est le n-ième écart, pn est le n-ième nombre premier et {\displaystyle O} désigne le symbole de Bachmann-Landau ; cette conjecture n'est pas démontrée à ce jour.

## Énoncés liés
Cramér avait auparavant, en 1920, démontré un énoncé plus faible :
{\displaystyle p_{n+1}-p_{n}=O({\sqrt {p_{n}}}\,\ln p_{n})}
sous l'hypothèse de Riemann (qui elle-même n'est pas démontrée non plus).
Andrew Granville a affiné la conjecture initiale de Cramér en proposant la constante
{\displaystyle 2e^{-\gamma }\approx 1,1229\ldots .}
comme limite supérieure de la suite
{\displaystyle {\frac {p_{n+1}-p_{n}}{(\ln p_{n})^{2}}}}.
Des calculs poussés indiquent que cette estimation est plausible.
Dans l'autre direction, on sait que
{\displaystyle \limsup _{n\to \infty }{\frac {p_{n+1}-p_{n}}{\ln p_{n}}}=\infty }.